# Paso Río Jeinemeni
El paso río Jeinemeni es un paso de frontera entre la República Argentina y la República de Chile, que está a una altitud de 255 m s. n. m., se accede del lado argentino por la ruta provincial 43, perteneciente a la provincia de Santa Cruz y por el lado chileno por la Ruta CH-265 que pertenece a la XI Región Aisén del General Carlos Ibáñez del Campo , la habilitación del paso es permanente, dentro de los horarios establecidos, para los meses de diciembre a abril de 08:00 a 22:00  y para los meses de abril a noviembre de 08:00 a 20:00 horas. A 3 km del paso y del lado de Chile se encuentra la 3.ª Comisaría de Chile Chico. Del lado argentino se encuentra la localidad de Los Antiguos a 2 km del paso. Como dato estadístico en el año 2001 atravesaron por el paso 5081 vehículos transportando 20.324 personas.